# 가고메카고메
가고메카고메(일본어: かごめかごめ)는 일본의 어린이 놀이 중 하나이다.

## 같이 보기
- 도랸세